# Kyrkklockan Emmanuel

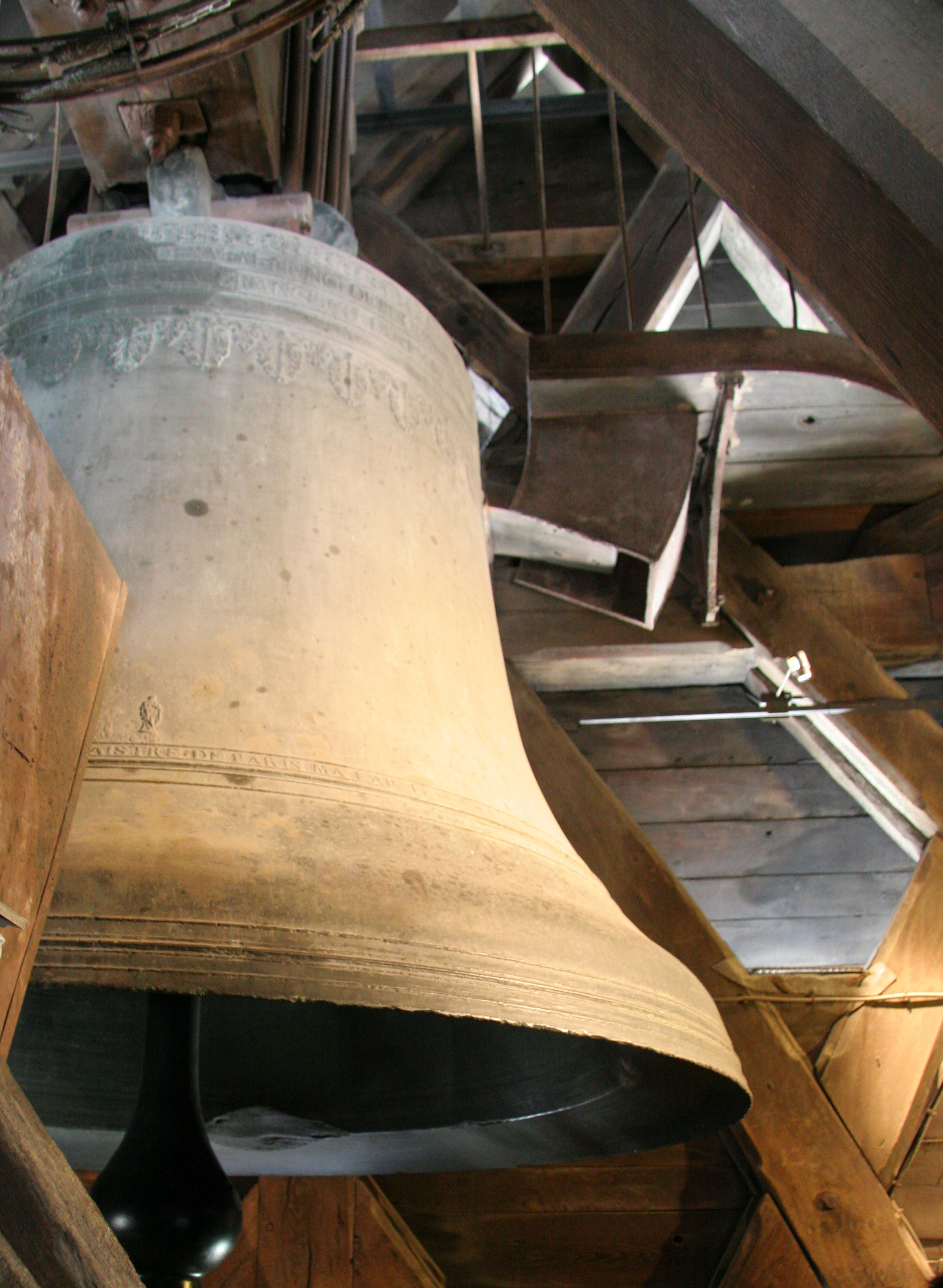
Kyrkklockan Emmanuel, i sydtornet i Notre Dame de Paris, väger nära 13 ton

Den stora kyrkklockan Emmanuel finns i katedralen Notre Dame i Paris och är denna katedrals största kyrkklocka. Den är troligen den mest kända kyrkklockan i Frankrike och är en av de största klockorna i Europa.

## Historia

### Frankrikes fjärde tyngsta klocka
Trots sin storlek är Emmanuel inte landets tyngsta klocka, utan för närvarande landets fjärde tyngsta med sina 12,8 ton. Det finns nämligen tre tyngre klockor både i Sacré Coeur i Parisstadsdelen Montmartre (en klocka) och i katedralen i Sens (två klockor). Mer om dem finns i artiklarna Lista över världens största klockor, Lista över Europas största klockor och De största medeltida klockorna i Europa.

### Jeanne d'Arci Rouen
Historiskt fanns landets största klocka Jeanne d'Arc (efter hjältinnan Jeanne d'Arc) i katedralen i Rouen under tiden 1914-1944. Då var kyrkklockan Emmanuel landets femte största klocka. Jeanne d'Arc förstördes dock vid ett bombanfall 1944 och ersattes av en hälften så stor klocka som väger omkring 10 ton. Emmanuel återtog därför fjärdeplatsen bland Frankrikes största klockor.

### Vikt, slagton och upphängning. Handringning av klockan till 1952
Emmanuel brukar avrundat sägas väga 13 ton, också därigenom att man räknar med kläppen, som väger 500 kg. Den har slagtonen f och ringdes av "åtta starka män" tills den fick en elektrisk motor 1952. Den hänger i katedralens sydtorn medan kyrkans övriga fyra kyrkklockor (förutom två mindre klockspel) hänger i det norra tornet.

### Gjutningen år 1685
Emmanuel göts 1685 under Ludvig XIV:s regering av Nicholas Chappelle, I. Gillot och E. Moreau. I artikeln Notre Dame de Paris finns en historia om att kvinnor kastat guldringar och annat i smältan när klockan göts. En liknande historia finns också om när den stora klockan Sussanne på 8,6 ton i Magdeburgs domkyrka göts i början av 1700-talet. Mer om detta finns i artikeln Kyrkklocka (avsnitt).

### Namnet
Kyrkklockan Emmanuel har även det längre namnet Emmanuel Louise Thérèse och namngavs i samband med gjutningen efter Ludvig XIV och hans drottning Maria Teresia av Spanien.
Klockan kallas även le Bourdon Emmanuel "basklockan, bordunen Emmanuel" (egentligen ”humlan” Emmanuel, eftersom bourdon ”humla” onomatopoetiskt syftar på klockans dova klang, se uppslagsorden bordun och fr:bourdon). Uttrycket bourdon är en populär benämning och har också uppstått i folkmun som ett smeknamn på Emmanuel i Notre Dame. Det har sedan blivit en allmän benämning på bastoner (bordun) och på storklockor runt om i Europa (se Lista över Europas största klockor).
Kyrkklockan Emmanuel har även det feminiserade namnet Emmanuelle, eftersom ordet klocka brukar vara i femininum.

### Betydelse och användning
Kyrkklockan Emmanuel har betydelse för den franska nationen historiskt då den ringdes i vid stora tillfällen som när fred proklamerades efter olika krig etc. Det var i dessa sammanhang som klockan på grund av den dova klangen i folkmun kom att kallas för "humlan." Den ringdes också i vid Te Deum i samband med kungarnas kröningar (som dock vanligtvis skedde i katedralen i Reims). Den rings också i idag vid stora högtider som jul, påsk, påvebesök med mera.
Notre-Dame är känd bland både barn och vuxna med tanke på Victor Hugos roman och Disney-filmen Ringaren i Notre Dame, av vilka den senare gjordes år 1996.

## Katedralens andra klockor – historiskt och idag
Under franska revolutionen förstördes katedralens övriga kyrkklockor i västtornen, såsom katedralens andra storklocka Marie från år 1472 liksom även klockan Jacqueline. Emmanuel bibehölls dock. De togs ner till marken och göts sedan om för andra ändamål. 1856 sattes de fyra nya mindre klockorna upp i katedralens norra torn:
- Angélique Françoise 1765 kg (ciss)
- Antoinette Charlotte 1158 kg (diss)
- Hyacinte Jeanne 813 kg (f)
- Denise David 670 kg (fiss).[3]